# BDŽ 10 sorozat
A BDŽ 10 sorozat a Magyarországon is ismert Siemens dízel Desiro motorvonat bolgár változata. A BDŽ üzemelteti a nem villamosított vasútvonalakon. Gyártása 2005-ben kezdődött el. Összesen 25 állt forgalomba.

## Története
A szerződést 2005 januárjában kötötte meg a Siemens és a Bolgár Államvasút a 25 db kétrészes dízel motorvonat szállításáról. A szerelvényeket Várnában szerelték össze. Később a vonatoknak megérkeztek a villamos változatai is, melyek a BDŽ 30 sorozatszámot kapták.
A BDŽ 10 sorozat technikailag nagyrészt megegyezik a DB 642 sorozattal.

## Vonalak
A motorvonatok az alábbi állomások között közlekednek:
- Sofia-Kjustendil
- Plewen-Tscherkowiza
- Trojan-Lewski-Swischtow
- Kaspitschan-Silistra
- Warna-Kardam
- Plovdiv-Panagjurischte
- Plovdiv-Peschtera
- Plovdiv-Dimitrovgrad
- Dimitrovgrad-Swilengrad
- Dimitrovgrad-Podkowa